# Psychoda nugatrix
Psychoda nugatrix és una espècie d'insecte dípter pertanyent a la família dels psicòdids.

## Descripció
- Les ales del mascle adult fan 2,6 mm de llargària.
- La placa subgenital de la femella presenta dos lòbuls.[2]

## Distribució geogràfica
Es troba a les illes Canàries.